# Ptychostomella
Genre
Ptychostomella est un genre de gastrotriches de la famille des Thaumastodermatidae.

## Liste des espèces
Selon World Register of Marine Species (25 juin 2025) :
- Ptychostomella bergensis Clausen, 1996
- Ptychostomella brachycephala (Lévi, 1954)
- Ptychostomella helana Roszczak, 1939
- Ptychostomella higginsi Clausen, 2004
- Ptychostomella jejuensis Lee, Hwang & Chang, 2009
- Ptychostomella lamelliphora Todaro, 2013
- Ptychostomella lepidota Clausen, 2000
- Ptychostomella mediterranea Remane, 1927
- Ptychostomella ommatophora Remane, 1927
- Ptychostomella orientalis Lee & Chang, 2003
- Ptychostomella papillata Lee & Chang, 2003
- Ptychostomella pectinata Remane, 1926
- Ptychostomella sebastiana Araujo & Garraffoni, 2021
- Ptychostomella tyrrhenica Hummon, Todaro & Tongiorgi, 1993

## Systématique
Ce genre a été décrit par Remane en 1926.

## Publication originale
- (de) Remane, 1926 : « Morphologie und verwandtschaftsbeziehungen der aberranten gastrotrichen I », Zeitschrift für Morphologie und Ökologie der Tiere, vol. 5, no 4, p. 625-754.